# DJ-Kicks: Peggy Gou
DJ-Kicks: Peggy Gou – album zawierający didżejski mix Peggy Gou, wydany 28 czerwca 2019 roku w Niemczech nakładem wytwórni !K7 Records jako CD. W tym samym dniu w Niemczech została wydana również wersja winylowa (2x12") oraz digital download (20 plików MP3).

## Album

### Historia
Peggy Gou w 2016 roku wydała swoją debiutancką EP-kę, Art of War. Jednym z jej zamierzeń było zostanie pierwszym południowokoreańskim DJ-em, który wystąpi w berlińskim klubie techno, Berghain, co osiągnęła kilka miesięcy później. W 2018 roku przystąpiła do nagrywania swojego miksu didżejskiego z serii DJ-Kicks. Choć miała już za sobą liczne występy w klubach nocnych na całym świecie to nie chciała, aby jej miks był syntezą tych występów, lecz postanowiła stworzyć portret swojej własnej muzycznej podróży. Na początku maja 2019 roku wytwórnia !K7 Records zapowiedziała na 28 czerwca wydanie płyty Gou, jako 69. z kolei w swojej swojej serii miksów DJ-Kicks. Tę samą zapowiedź opublikowały również magazyny muzyczne Fact i The Fader.

### Muzyka
Album rozpoczyna się od remiksu utworu „Fluresence” brytyjskiego muzyka Spacetime Continuum z 1993 roku, po którym następuje „Hungboo” (według słów Gou „pierwszy utwór, jaki kiedykolwiek stworzyła”). W dalszej części listy utworów znajdują się utwory jej największych inspiracji, takich jak Aphex Twin („Vordhosbn”) i Andrew Weatherall (jego remiks z 1990 roku „The World According To Sly and Lovechild”), a także utwory wschodzących artystów, takich jak Deniro czy JRMS. Płytę zamyka „Cassette Jam 1993” paryskiego twórcy muzyki house, I:Cube’a. Gou zaprezentowała brzmienia takich gatunków jak: house, disco, electro i techno, utrzymane w tempie między 90 a 150 uderzeń na minutę. Jak stwierdziła w wywiadzie dla Anny Lunoe, prowadzącej show Dance Chart na Apple Music Beats: „chciałam, aby ten miks był małą podróżą, łączącą w sobie muzykę klubową i taneczną, ale także chciałam włączyć muzykę, która mnie inspiruje, a która nie ma nic wspólnego z muzyką taneczną”. Zapowiedziała ponadto wydanie albumu w 2020 roku.

### Okładka
Okładka albumu jest – według Peggy Gou – „ukłonem w stronę jej koreańskiego dziedzictwa”. Ponieważ jest pierwszą Koreanką, która współtworzyła serię DJ-Kicks, postanowiła wybrać tygrysa, który jest bardzo ważny w koreańskich tradycjach i jest – jak stwierdziła – „metaforą jej osobowości”. Ponieważ robienie zdjęć z prawdziwym tygrysem uważała za niehumanitarne, zdecydowała wspólnie z fotografem Jonasem Lindstroem wykorzystać zdjęcie z biblioteki do stworzenia kompozycji. Na wewnętrznej stronie okładki tygrysa nie ma, co ma podkreślić, iż zwierzęta te już wyginęły w Korei i są zagrożone całkowitym wyginięciem na świecie.

### Lista utworów

#### CD
Lista i informacje według Discogs:
| Nr  | Tytuł utworu                                                                    | Oryginalny wykonawca | Długość |
| --- | ------------------------------------------------------------------------------- | -------------------- | ------- |
| 1.  | „Fluresence”                                                                    | Spacetime Continuum  | 4:25    |
| 2.  | „Hungboo (DJ-Kicks)”                                                            | Peggy Gou            | 4:17    |
| 3.  | „Earwig”                                                                        | Pearson Sound        | 3:48    |
| 4.  | „Perseguido Por El Rayo”                                                        | Pegasus              | 3:04    |
| 5.  | „The World According To Sly & Lovechild (Andrew Weatherall Soul Of Europe Mix)” | Sly & Lovechild      | 4:35    |
| 6.  | „Rytm804”                                                                       | Dorisburg            | 4:17    |
| 7.  | „Pert”                                                                          | Hiver                | 4:58    |
| 8.  | „Flemmenup”                                                                     | Kyle Hall            | 4:07    |
| 9.  | „EPR Phenomena”                                                                 | DMX Krew             | 2:30    |
| 10. | „3”                                                                             | JRMS                 | 4:42    |
| 11. | „Exorcist”                                                                      | Shades of Rhythm     | 4:02    |
| 12. | „Magnetic City”                                                                 | Kode9                | 3:46    |
| 13. | „Vampirella”                                                                    | The System           | 3:30    |
| 14. | „Kundu”                                                                         | Black Merlin         | 1:54    |
| 15. | „Vordhosbn”                                                                     | Aphex Twin           | 4:13    |
| 16. | „Illusion (Mayday Mix)”                                                         | R-Tyme               | 2:39    |
| 17. | „Crackdown”                                                                     | Psyche               | 2:50    |
| 18. | „Epirus”                                                                        | Deniro               | 6:09    |
| 19. | „Cassette Jam 1993”                                                             | I:Cube               | 2:57    |
|     |                                                                                 |                      | 1:12:43 |

#### LP
Lista i informacje według Discogs:
| A1. | Hungboo (DJ-Kicks) – Peggy Gou                                                                  |  |
|     |                                                                                                 |  |
| A2. | Vampirella – The System                                                                         |  |
|     |                                                                                                 |  |
| A3. | Perseguido Por El Rayo – Pegasus                                                                |  |
|     |                                                                                                 |  |
| B1. | Cassette Jam 1993 – I:Cube                                                                      |  |
|     |                                                                                                 |  |
| B2. | The World According To Sly & Lovechild (Andrew Weatherall Soul Of Europe Mix) – Sly & Lovechild |  |
|     |                                                                                                 |  |
| C1. | Epirus – Deniro                                                                                 |  |
|     |                                                                                                 |  |
| C2. | Crackdown – Psyche                                                                              |  |
|     |                                                                                                 |  |
| D1. | Pert – Hiver                                                                                    |  |
|     |                                                                                                 |  |
| D2. | Vordhosbn – Aphex Twin                                                                          |  |
|     |                                                                                                 |  |

#### Digital download
Lista i informacje według Discogs:
| Nr  | Tytuł utworu                                                                    | Oryginalny wykonawca | Długość |
| --- | ------------------------------------------------------------------------------- | -------------------- | ------- |
| 1.  | „Fluresence”                                                                    | Spacetime Continuum  | 6:51    |
| 2.  | „Hungboo (DJ-Kicks)”                                                            | Peggy Gou            | 4:35    |
| 3.  | „Earwig”                                                                        | Pearson Sound        | 5:15    |
| 4.  | „Perseguido Por El Rayo”                                                        | Pegasus              | 3:55    |
| 5.  | „The World According To Sly & Lovechild (Andrew Weatherall Soul Of Europe Mix)” | Sly & Lovechild      | 8:21    |
| 6.  | „Rytm804”                                                                       | Dorisburg            | 7:11    |
| 7.  | „Pert”                                                                          | Hiver                | 7:02    |
| 8.  | „Flemmenup”                                                                     | Kyle Hall            | 5:03    |
| 9.  | „EPR Phenomena”                                                                 | DMX Krew             | 2:56    |
| 10. | „3”                                                                             | JRMS                 | 5:55    |
| 11. | „Exorcist”                                                                      | Shades of Rhythm     | 5:02    |
| 12. | „Magnetic City”                                                                 | Kode9                | 5:11    |
| 13. | „Vampirella”                                                                    | The System           | 3:47    |
| 14. | „Kundu”                                                                         | Black Merlin         | 4:58    |
| 15. | „Vordhosbn”                                                                     | Aphex Twin           | 4:51    |
| 16. | „Illusion (Mayday Mix)”                                                         | R-Tyme               | 6:21    |
| 17. | „Crackdown”                                                                     | Psyche               | 5:57    |
| 18. | „Epirus”                                                                        | Deniro               | 6:31    |
| 19. | „Cassette Jam 1993”                                                             | I:Cube               | 4:46    |
| 20. | „DJ-Kicks”                                                                      | Peggy Gou            | 1:12:54 |
|     |                                                                                 |                      | 2:57:22 |

### Informacje
- Peggy Gou – DJ Mix
- studiomoran.com – design

## Odbiór

### Opinie krytyków
| Oceny łączne      | Oceny łączne |
| Publikacja        | Ocena        |
| ----------------- | ------------ |
| Album of the Year | 72/100       |
| Metacritic        | 78/100       |
| Recenzje          |              |
| Publikacja        | Ocena        |
| AllMusic          | [ 11 ]       |
| Crack Magazine    | 07/10        |
| Exclaim!          | 8/10         |
| The Face          | 3/5          |
| Musikexpress      | [ 15 ]       |
| Pitchfork         | 7.1/10       |

Album otrzymał średnią ocenę 72 na 100 na podstawie 7 recenzji krytycznych w zestawieniu Album of the Year oraz 78 na 100 na podstawie 5 recenzji krytycznych w zestawieniu Metacritic.
Zdaniem Paula Simpsona z AllMusic „DJ-Kicks Gou, podobnie jak niektóre z najciekawszych wydawnictw tej serii, sprawia wrażenie, jakby mająca obsesję na punkcie muzyki przyjaciółka entuzjastycznie dzieliła się z tobą wszystkimi swoimi ulubionymi utworami, a wyniki są zawsze urocze i ekscytujące”.
Will Saul, który wybiera artystów do serii DJ-Kicks, powiedział o Gou: „Kiedy ją wybrałem, wydała tylko jedną EP-kę, ale byłem po prostu bardzo zainteresowany jej muzyką. Jej brzmienie było bardzo wszechstronne. Sprawdziło się na parkiecie, a także zawierało bardzo mocne, wpadające w ucho melodie”.
„Ten miks jest tak kolorowy, jak sety DJ-skie Peggy Gou, łącząc wszystkie możliwe gatunki ze wszystkich możliwych dekad” – ocenia Albert Koch z magazynu Musikexpress. Według niego „mieszanka disco, wczesnego house’u, techno, IDM, fusion i muzyki basowej może być również odczytywana jako opowieść o muzycznym rozwoju berlinki z wyboru”.
Zdaniem Patricka Cardenasa z Exclaim! „Gou zaprosiła nas do swojego muzycznego świata, prezentując artystów, których muzykę studiowała, aby poprowadzić ją do stworzenia własnego brzmienia. Jeśli LP, nad którym obecnie pracuje, będzie brzmiał podobnie, czeka nas prawdziwa uczta”.
Claire Lobenfeld z magazynu Pitchfork zauważa, iż Gou od 2016 roku stała się pierwszą koreańską DJ-ką w berlińskim klubie techno techno, Berghain, pierwszą Koreanką wybraną do BBC Essentials Mix i – dzięki DJ-Kicks – pierwszą Koreanką „w kolejnym punkcie odniesienia w muzyce tanecznej”. „Ale to nie tylko te wyróżnienia sprawiają, że ten miks jest osiągnięciem. Tutaj wystudiowany kunszt Gou łączy się z jej umiejętnościami tworzenia smaku. Najbardziej medytacyjne jest niezachwiane przywiązanie do metodycznego basu” – konkluduje na zakończenie.
Katie Thomas z magazynu The Face zauważa natomiast, że Gou jest dopiero ósmą kobietą wśród 69 twórców DJ-Kicks. Wyraża przy tym nadzieję, że „jest to zapowiedź tego, co ma nadejść” i że dzięki Gou pozostanie „tu więcej miejsca dla wszystkich artystek, które ukształtowały również jej muzyczny pejzaż”.